# Lake Malawi (glasbena skupina)
Lake Malawi je češka indie pop skupina iz Třineca na Češkem. Skupina je bila ustanovljena leta 2013. Skupino sestavljajo glavni vokalist, kitarist in klaviaturist Albert Černý, basist in klaviaturist Jeroným Šubrt ter bobnar Antonín Hrabal. Skupino je ustanovil Černý po razpadu svoje nekdanje skupine Charlie Straight.

## Zgodovina
Lake Malawi je ustanovil glavni vokalist in frontman Albert Černý po razpadu njegove prejšnje skupine Charlie Straight septembra 2013.  Kasneje so leta 2014 izdali svoj debitantski singel »Always June«. Leta 2015 so izdali svojo debitantski EP, We Are Making Love Again.  Bili pa so tudi predskupina za več znanih skupin, ki so nastopile v Pragi, vključno z The Kooks, Mika in Thirty Seconds to Mars. Leta 2016 je bobnar in nekdanji član Charlieja Straighta Pavel Palát zapustil skupino zamenjal pa ga je Antonín Hrabal.
Leta 2017 so izdali debitantski studijski album Surrounded by Light.  Vodilni kitarist Patrick Karpentski je skupino zapustil konec leta 2017. Leta 2019 je bilo objavljeno, da bo skupina ena izmed tekmovalcev na češkem nacionalnem izboru za Pesem Evrovizije 2019 s pesmijo »Friend of a Friend«. Na izboru so zmagali in postali predstavniki Češke na Evroviziji 2019. Nastopili so v prvem polfinalu in se uvrstili v finale, v katerem so končali na 11. mestu s 157 točkami.

## Člani

### Trenutni člani
- Albert Černý (2013–danes) – vokal, kitara, klaviature
- Jeroným Šubrt (2013–danes) – bas, klaviature

### Nekdanji člani
- Pavel Palát (2013–16) – bobni
- Patrick Karpentski (2013–17) – kitara
- Antonín Hrabal (2016–2021) – bobni

## Diskografija

### Album
- »Surrounded by Light« (2017)

### EP
- »We Are Making Love Again« (2015)

### Pesmi
- »Always June« (2014)
- »Chinese Trees« (2014)
- »Aubrey« (2015)
- »Young Blood« (2015)
- »We Are Making Love Again« (2016)
- »Prague (In the City)« (2017)
- »Surrounded by Light« (2017)
- »Not My Street« (2017)
- »Bottom of the Jungle« (2017)
- »Paris« (2017)
- »Spaced Out« (2018)
- »Friend of a Friend« (2019)
- »Stuck In the 80's« (2019)
- »Lucy« (2020)
- »Shaka Zulu« (2021)
- »Spinning« (2022)
- »High-Speed Kissing« (skupaj s We Are Domi, 2022)